# Cheers快樂工作人雜誌
《Cheers快樂工作人雜誌》，簡稱《Cheers雜誌》，是一本在台灣每月發行的雜誌，是天下雜誌出版集團的第三本雜誌，以年輕上班族為主要對象，主要報導內容為職場新知與品味生活等議題。該雜誌於2000年4月創刊，初期為季刊，2000年10月從原先一季一本改為每月發行，2005年6月1日成立線上社群「Cheers微笑幫論壇」，2018年成立線上影音學習產品「MasterCheers」。

## 歷任總編輯
- 吳琬瑜（2000～2007）
- 劉鳳珍（2007～2008）
- 現任總編輯為盧智芳

## 獎項
| 年份   | 獲提名                   | 獎項                                                                                 | 結果 |
| ------ | ------------------------ | ------------------------------------------------------------------------------------ | ---- |
| 2001年 | 《Cheers快樂工作人雜誌》 | 金鼎獎「新雜誌類」首獎兩岸關係暨大陸新聞報導獎「雜誌報導獎」首獎－－誰偷了你的工作？ | 獲獎 |
| 2002年 | 《Cheers快樂工作人雜誌》 | 金鼎獎「優良雜誌出版推薦」綜合類推薦雜誌                                             | 獲獎 |
| 2003年 | 《Cheers快樂工作人雜誌》 | 金鼎獎「優良雜誌出版推薦」財經時事類推薦雜誌                                         | 獲獎 |
| 2007年 | 《Cheers快樂工作人雜誌》 | 亞洲卓越新聞獎(SOPA)「卓越特刊獎」首獎－－悶世代                                     | 獲獎 |
| 2010年 | 《Cheers快樂工作人雜誌》 | 亞洲卓越新聞獎(SOPA)「卓越專題報導獎」首獎－－改變、敢變                             | 獲獎 |
| 2015年 | 《Cheers快樂工作人雜誌》 | 亞洲卓越新聞獎(SOPA)「卓越時尚生活報導獎」優勝獎－－下班後新幸福學                   | 獲獎 |
| 2015年 | 《Cheers快樂工作人雜誌》 | 金鼎獎「優良數位出版品推薦」－－服務新貴正夯                                         | 獲獎 |

## 外部連結
- Cheers快樂工作人雜誌（页面存档备份，存于）
- Cheers：快樂工作人的Facebook專頁
- Cheers 快樂工作噗的Plurk專頁
- Cheers 快樂工作人的Instagram帳戶